# Suessenguthia
Suessenguthia là chi thực vật có hoa trong họ Acanthaceae.